# Лерешть
Лерешть, Лерешті (рум. Lerești) — село у повіті Арджеш в Румунії. Адміністративний центр комуни Лерешть.
Село розташоване на відстані 127 км на північний захід від Бухареста, 54 км на північ від Пітешть, 149 км на північний схід від Крайови, 55 км на південний захід від Брашова.

## Населення
За даними перепису населення 2002 року у селі проживали 2888 осіб. Усі жителі села рідною мовою назвали румунську.
Національний склад населення села:
| Національність | Кількість осіб | Відсоток |
| -------------- | -------------- | -------- |
| румуни         | 2858           | 99,0%    |
| цигани         | 28             | 1,0%     |